# Guy de Luget
Guy de Luget   (La Rochelle, 2 de febrer de 1884 - Montigny-lès-Metz, 22 de setembre de 1961) va ser un tirador d'esgrima, especialista en floret, francès que va competir durant la dècada de 1920.
El 1924 va prendre part en els Jocs Olímpics de París, on guanyà la medalla d'or en la prova del floret per equips del programa d'esgrima.